# Charles Henry Morgan

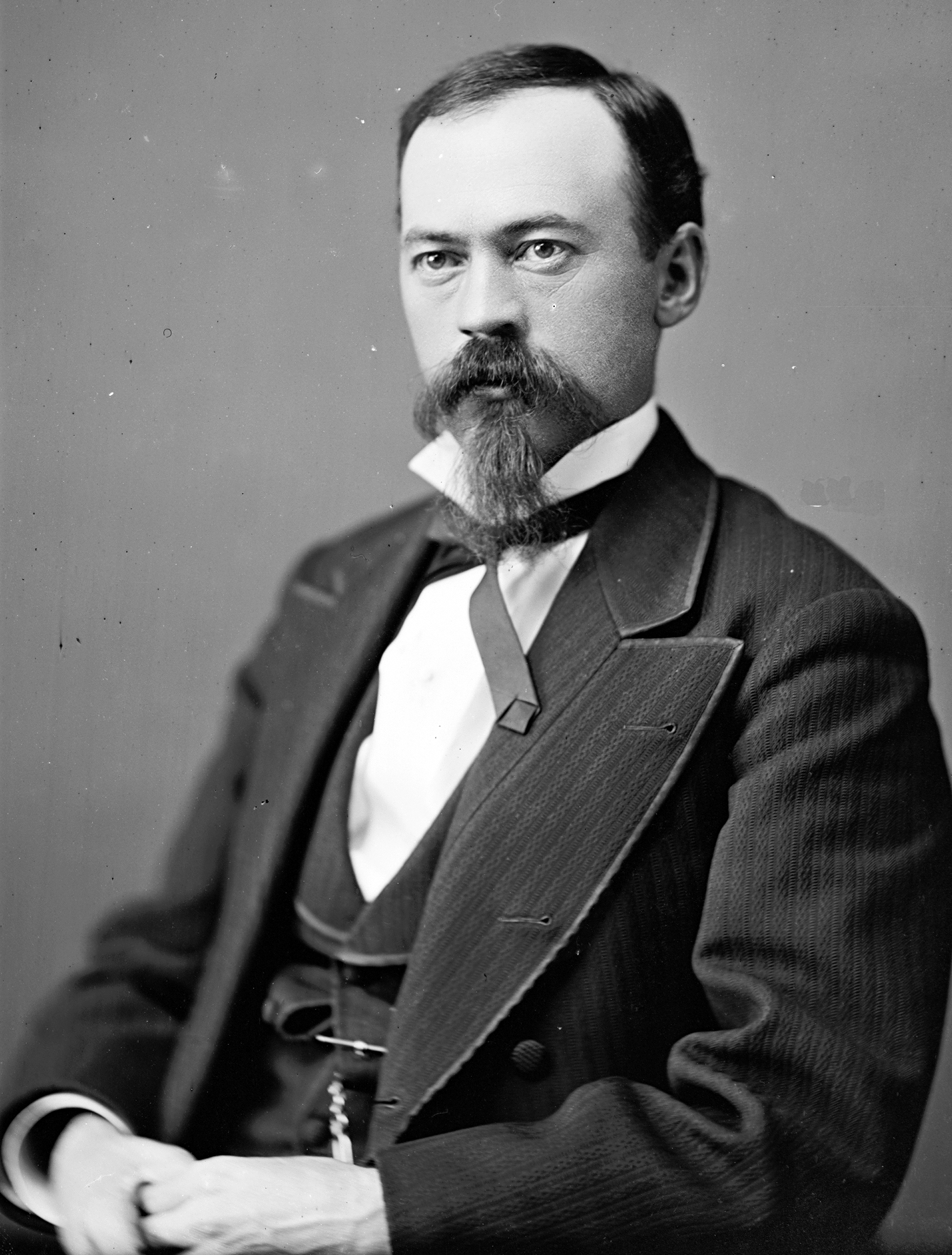
Charles Henry Morgan

Charles Henry Morgan (* 5. Juli 1842 in Cuba, Allegany County, New York; † 4. Januar 1912 in Joplin, Missouri) war ein US-amerikanischer Politiker. Zwischen 1875 und 1911 vertrat er mehrfach den Bundesstaat Missouri im US-Repräsentantenhaus.

## Werdegang
Im Jahr 1845 zog Charles Morgan mit seinen Eltern nach Pewaukee in Wisconsin, wo er die öffentlichen Schulen besuchte. Danach absolvierte er die High School in Fond du Lac. Während des Bürgerkrieges diente Morgan im Heer der Union; dabei stieg er vom einfachen Soldaten bis zum Hauptmann einer Infanterieeinheit aus Wisconsin auf. Nach einem anschließenden Jurastudium an der Albany Law School im Staat New York und seiner Zulassung als Rechtsanwalt begann er ab 1868 in Lamar (Missouri) in diesem Beruf zu arbeiten. Anschließend war er vier Jahre lang im dortigen Barton County als Staatsanwalt tätig. Gleichzeitig schlug er als Mitglied der Demokratischen Partei eine politische Laufbahn ein.
Zwischen 1872 und 1874 saß Morgan als Abgeordneter im Repräsentantenhaus von Missouri. Bei den Kongresswahlen des Jahres 1874 wurde er im sechsten Wahlbezirk von Missouri in das US-Repräsentantenhaus in Washington, D.C. gewählt, wo er am 4. März 1875 die Nachfolge von Harrison E. Havens antrat. Nach einer Wiederwahl konnte er bis zum 3. März 1879 zunächst zwei Legislaturperioden im Kongress absolvieren. Im Jahr 1878 wurde er nicht wiedergewählt. 1880 war Morgan Delegierter zur Democratic National Convention in Cincinnati, auf der Winfield Scott Hancock als Präsidentschaftskandidat nominiert wurde. Bei den Kongresswahlen des Jahres 1882 wurde er im zwölften Distrikt seines Staates als Nachfolger von William H. Hatch erneut in den Kongress gewählt, wo er bis zum 3. März 1885 eine weitere Amtszeit verbrachte. Während dieser Zeit war er Vorsitzender des Ausschusses zur Kontrolle der Ausgaben des Postministeriums. Im Jahr 1884 verfehlte er die Wiederwahl.
Bei den Kongresswahlen des Jahres 1892 wurde Morgan im damals neugeschaffenen 15. Bezirk wieder in das US-Repräsentantenhaus gewählt, wo er zwischen dem 4. März 1893 und dem 3. März 1895 eine weitere Legislaturperiode absolvierte. Im Jahr 1894 wurde er von seiner Partei nicht zur Wiederwahl nominiert. Während des Spanisch-Amerikanischen Krieges war Morgan Oberstleutnant in einer Infanterieeinheit aus Missouri. Seit 1907 lebte er in Joplin, wo er im Bergbau tätig war. Politisch hatte er inzwischen die Demokraten verlassen und war der Republikanischen Partei beigetreten. Im Jahr 1908 wurde er als deren Kandidat erneut im 15. Wahlbezirk in den Kongress gewählt, wo er am 4. März 1909 die Nachfolge von Thomas Hackney antrat. Da er im Jahr 1910 nicht wiedergewählt wurde, konnte er bis zum 3. März 1911 nur eine weitere Amtszeit im US-Repräsentantenhaus verbringen. Charles Morgan starb am 4. Januar 1912 in Joplin.